# Boliviano (moneda)
El boliviano (símbolo: Bs, código ISO 4217: BOB) es la moneda de curso legal del Estado Plurinacional de Bolivia desde el año 1987. Se divide en 100 centavos y entró en circulación nacional, reemplazando al antiguo peso boliviano. El Banco Central de Bolivia (fundado en 1928) es el organismo económico responsable de la emisión de la moneda.

## Historia
El boliviano fue introducido en 1864 y estuvo vigente hasta 1963, cuando fue reemplazado por el peso boliviano.[cita requerida]
Posteriormente, luego de un proceso de hiperinflación del peso boliviano, el 28 de noviembre de 1986, el presidente Víctor Paz Estenssoro firmó la ley para la puesta en circulación, el 1 de enero de 1987, de una nueva moneda nacional enteramente convertible, el boliviano, equivalente a un millón de pesos y con un tipo de cambio flexible con relación al dólar y que después de un periodo de transición es la única moneda legalmente aceptada a partir del 1 de enero de 1987. En ese momento 1 dólar valía 1,8/1,9 millones de pesos y 1 boliviano era aproximadamente equivalente a 1 dólar estadounidense.[cita requerida]
A partir de abril de 2018, el gerente del Banco Central de Bolivia, Pablo Ramos, anuncio la introducción de la nueva familia de billetes del Estado Plurinacional de Bolivia; se comenzó con el billete de 10 Bs, para luego paulatinamente llegar a introducir el billete de 200 Bs, presentado en abril de 2019. La nueva familia de billetes del estado plurinacional recibió en varias oportunidades premiaciones como «los mejores billetes de Latinoamérica», fue destacado por sus medidas de seguridad, su estética y su inclusión de personajes resaltantes de la historia boliviana, estando entre los que premiaron la «Conferencia Latinoamericana Imprenta de Alta Seguridad» (High Security Printing).

## Monedas
En 1988 se introdujeron monedas de acero inoxidable de 2, 5 (acuñadas solamente en 1987), 10, 20 y 50 centavos y 1 boliviano (con fecha 1987), seguidas por las de 2 bolivianos de acero inoxidable en 1991. La moneda de 2 bolivianos ha sido acuñada en dos tamaños y ambos están en curso legal: la moneda de 2 bolivianos más pequeña es casi la misma que la moneda de 1 boliviano, dando lugar a la posible confusión, aunque las monedas de 2 bolivianos tienen borde en forma poliedral de 11 lados, mientras que las monedas de 1 boliviano son de borde redondo y liso. Las de 10 centavos de acero enchapadas en cobre y borde liso bicolor se introdujeron en 1997.
Las monedas bimetálicas de 5 bolivianos con borde estriado o ranurado se introdujeron en 2001, hasta entonces las monedas de 2 y 5 centavos ya no están en circulación. Todas las monedas en Bolivia tienen en el anverso el número de la cantidad de dinero con la inscripción "La unión es la Fuerza"; en el reverso el escudo de Bolivia con la inscripción "República de Bolivia" (emitidas hasta 2009), y las emitidas a partir de 2010 cambiaron la inscripción a "Estado Plurinacional de Bolivia".
Durante el año 2017 se modificó el material de la moneda de 10 centavos, pasando de acero recubierto de cobre a acero inoxidable, mantenido las demás características físicas iguales a las anteriores monedas de 10 centavos. Además, con el fin de mejorar la resistencia a la corrosión de las monedas de 5 bolivianos, se modificó el material del núcleo de la moneda, pasando de acero recubierto de bronce a una aleación compuesta por cobre (89%), aluminio (5%), zinc (5%) y estaño (1%). Las demás características físicas se mantienen iguales. En 2025 se modificó levemente el diseño de la moneda de 1 boliviano, cambiando el borde a estriado y liso discontinuo.
Los años de acuñación de las monedas fueron:
| Denominación | Años | Años | Años | Años | Años | Años | Años | Años | Años | Años | Años | Años | Años             | Años | Años | Años | Años             |
| Denominación | 1987 | 1991 | 1995 | 1997 | 2001 | 2004 | 2006 | 2008 | 2010 | 2012 | 2016 | 2017 | 2017 Numismatico | 2018 | 2023 | 2025 | 2025 Numismatico |
| ------------ | ---- | ---- | ---- | ---- | ---- | ---- | ---- | ---- | ---- | ---- | ---- | ---- | ---------------- | ---- | ---- | ---- | ---------------- |
| 2 centavos   |      |      |      |      |      |      |      |      |      |      |      |      |                  |      |      |      |                  |
| 5 centavos   |      |      |      |      |      |      |      |      |      |      |      |      |                  |      |      |      |                  |
| 10 centavos  |      |      |      |      |      |      |      |      |      |      |      |      |                  |      |      |      |                  |
| 20 centavos  |      |      |      |      |      |      |      |      |      |      |      |      |                  |      |      |      |                  |
| 50 centavos  |      |      |      |      |      |      |      |      |      |      |      |      |                  |      |      |      |                  |
| 1 boliviano  |      |      |      |      |      |      |      |      |      |      |      |      |                  |      |      |      |                  |
| 2 bolivianos |      |      |      |      |      |      |      |      |      |      |      |      |                  |      |      |      |                  |
| 5 bolivianos |      |      |      |      |      |      |      |      |      |      |      |      |                  |      |      |      |                  |

| Valor      | Características | Características | Características  | Características | Características | Descripción                                            | Descripción                                       |  |
| Valor      | Diámetro        | Peso            | Composición      | Forma           | Canto           | Anverso                                                | Reverso                                           |  |
| ---------- | --------------- | --------------- | ---------------- | --------------- | --------------- | ------------------------------------------------------ | ------------------------------------------------- |  |
| 2 centavos | 14,4 mm         | 1 g             | Acero inoxidable | Cilíndrica      | Liso            | "LA UNIÓN ES LA FUERZA" "2 CENTAVOS"; Fecha de emisión | "REPÚBLICA DE BOLIVIA" Escudo de armas de Bolivia |  |
| 5 centavos | 17 mm           | 1,5 g           | Acero inoxidable | Cilíndrica      | Liso            | "LA UNIÓN ES LA FUERZA" "5 CENTAVOS"; Fecha de emisión | "REPÚBLICA DE BOLIVIA" Escudo de armas de Bolivia |  |

| Valor        | Características             | Características | Características                                                                                           | Características      | Características             | Descripción                                              | Descripción                                                  |  |
| Valor        | Diámetro                    | Peso            | Composición                                                                                               | Forma                | Canto                       | Anverso                                                  | Reverso                                                      |  |
| ------------ | --------------------------- | --------------- | --- | -------------------- | --------------------------- | -------------------------------------------------------- | ------------------------------------------------------------ |  |
| 10 centavos  | 19 mm                       | 2,2 g           | Acero inoxidable                                                                                          | Cilíndrica           | Liso                        | "LA UNIÓN ES LA FUERZA" "10 CENTAVOS"; Fecha de emisión  | "ESTADO PLURINACIONAL DE BOLIVIA" Escudo de armas de Bolivia |  |
| 20 centavos  | 22 mm                       | 3,6 g           | Acero inoxidable                                                                                          | Cilíndrica           | Liso                        | "LA UNIÓN ES LA FUERZA" "20 CENTAVOS"; Fecha de emisión  | "ESTADO PLURINACIONAL DE BOLIVIA" Escudo de armas de Bolivia |  |
| 50 centavos  | 24 mm                       | 3,75 g          | Acero inoxidable                                                                                          | Cilíndrica           | Liso                        | "LA UNIÓN ES LA FUERZA" "50 CENTAVOS"; Fecha de emisión  | "ESTADO PLURINACIONAL DE BOLIVIA" Escudo de armas de Bolivia |  |
| 1 boliviano  | 27 mm                       | 5 g             | Acero inoxidable                                                                                          | Cilíndrica           | Estriado y liso discontinuo | "LA UNIÓN ES LA FUERZA" "1 BOLIVIANO"; Fecha de emisión  | "ESTADO PLURINACIONAL DE BOLIVIA" Escudo de armas de Bolivia |  |
| 2 bolivianos | 29 mm                       | 6,4 g           | Acero inoxidable                                                                                          | Polígono de 11 caras | Liso                        | "LA UNIÓN ES LA FUERZA" "2 BOLIVIANOS"; Fecha de emisión | "ESTADO PLURINACIONAL DE BOLIVIA" Escudo de armas de Bolivia |  |
| 5 bolivianos | Externo: 23 mm Núcleo: 16mm | 5,1 g           | Bimetálica: Núcleo: Aleación de Cobre, Aluminio, Zinc y Estaño, con un Anillo externo de Acero inoxidable | Cilíndrica           | Estriado                    | "LA UNIÓN ES LA FUERZA" "5 BOLIVIANOS"; Fecha de emisión | "ESTADO PLURINACIONAL DE BOLIVIA" Escudo de armas de Bolivia |  |

### Monedas numismáticas de circulación legal

#### Monedas alusivas a la reivindicación marítima
En marzo de 2017, el Banco Central de Bolivia puso en circulación monedas conmemorativas alusivas a la reivindicación marítima. Las monedas son de 2 bolivianos, teniendo curso legal, y tienen las figuras del Batallón Colorados de Bolivia y Genoveva Ríos. En noviembre del mismo año se pusieron en circulación otras monedas con el mismo concepto, esta vez con figuras de Eduardo Abaroa y el puerto de Cobija. Se puso en circulación un total de 16 800 000 monedas.

#### Moneda conmemorativa del Bicentenario de Bolivia
En agosto de 2025, el Banco Central de Bolivia puso en circulación la monedas conmemorativa del Bicentenario de Bolivia. Es una moneda de 2 bolivianos, teniendo curso legal. En su diseño, en el anverso, la moneda lleva el Escudo Nacional de Armas de Bolivia, en la parte superior la leyenda “ESTADO PLURINACIONAL DE BOLIVIA” y en la parte centro inferior el logo del Bicentenario de Bolivia. En el reverso, se muestra la imagen de la Casa de la Libertad, con la leyenda “2 BOLIVIANOS” en la parte superior y “CASA DE LA LIBERTAD” en la parte inferior. En el círculo externo, la leyenda “BICENTENARIO DE LA INDEPENDENCIA DE BOLIVIA 1825 – 2025.

### Monedas conmemorativas

#### Emitidas por la Fábrica Nacional de Moneda y Timbre
La década de 1990 se caracterizó por el retorno de las monedas conmemorativas que estuvieron ausentes durante la década anterior; la primera de ellas se denominó «Encuentro de Dos Mundos», acuñada en 1991 por la Fábrica Nacional de Moneda y Timbre de España, para Bolivia y otros países otros países latinoamericanos como parte de una colección denominada Primera Serie Iberoamericana «El Encuentro de Dos Mundos», conmemorando los 500 años del descubrimiento de América por Cristóbal Colón. La moneda muestra en el anverso el Cerro Rico de Potosí, rodeado todo por la leyenda: «Encuentro de Dos Mundos 1492-1992». Se puede ver también el valor nominal de «Bs. 10» junto al nombre «Cerro de Potosí» en la base del mismo. El reverso ostenta el escudo de armas de Bolivia en la parte central de la medalla rodeado de la inscripción circular: «República de Bolivia» y diez estrellas. Alrededor aparecen los escudos de armas de todos los países participantes en la acuñación de esta colección de monedas: Argentina, Brasil, Colombia, El Salvador, Chile, Ecuador, España, México, Nicaragua, Perú, Portugal, Uruguay y Venezuela.
En 1994 se acuñó la Segunda Serie Iberoamericana «Animales Autóctonos en Peligro de Extinción», de la cual Bolivia no fue participé, pero en 1997 formó parte de la Tercera Serie Iberoamericana «Danzas Tradicionales», también acuñadas por la Fábrica Nacional de Moneda y Timbre de España en donde Bolivia participó con la representación de la diablada, baile típico del Carnaval de Oruro. La moneda muestra en el anverso un danzante con el traje típico de la diablada boliviana, rodeado todo por la leyenda: «La diablada danza tradicional» y el año «1997» en la parte inferior, y se puede ver también el valor nominal de «Bs. 10». El reverso ostenta el escudo de armas de Bolivia en la parte central de la medalla rodeado de la inscripción circular «República de Bolivia» y diez estrellas; alrededor aparecen los escudos de armas de todos los países participantes en la acuñación de esta colección de monedas: Argentina, Bolivia, El Salvador, Ecuador, España, Honduras, México, Nicaragua, Paraguay, Perú, Portugal y Uruguay. La Serie Iberoamericana siguió acuñando monedas en un total de 12 colecciones, donde Bolivia solo participó en la primera y tercera.

#### Emitidas por el Banco Central de Bolivia
El Banco Central de Bolivia ha emitido una gama de monedas conmemorativas en 3 colecciones:
- Colección Plata:  Compuesta por 4 monedas de plata Ley.925, las cuales son: “Moneda del año internacional del niño“; “Moneda del LXX Aniversario del BCB“; “Moneda de los 450 años de fundación de la ciudad de Nuestra Señora de La Paz“; y la “Moneda de Valores de la Constitución Política del Estado Plurinacional“.[18]

La “Moneda del LXX Aniversario del BCB“, se acuñó en 1998 en conmemoración a sus 70 años en una edición limitada de dos mil monedas. La moneda muestra en el anverso el escudo del BCB, representado por el dios griego Hermes, dos ramas de laurel aparecen debajo del mismo, todo rodeado todo por la leyenda: «LXX ANIVERSARIO 1928 - 1998»; se puede ver también el valor nominal de «Bs. 1». El reverso ostenta el escudo de armas de Bolivia en la parte central de la medalla rodeado de la inscripción circular: «República de Bolivia» y diez estrellas, mientras que en la parte inferior aparece el año de acuñación.
La “Moneda de los 450 años de fundación de la ciudad de Nuestra Señora de La Paz“, se acuñó también en 1998 en conmemoración de los 450 años de fundación de la ciudad de La Paz por el Capitán Alonso de Mendoza en la ciudad de Laja. La moneda muestra en el anverso el escudo de armas de la ciudad de La Paz sobre la imagen de la catedral de Laja (sitio original de la fundación de la ciudad). Todo rodeado todo por la leyenda: «450 AÑOS DE FUNDACION DE LA CIUDAD DE NUESTRA SEÑORA DE LA PAZ 1548-1998». Se puede ver también el valor nominal de «Bs. 50» junto al nombre «Iglesia de Laja» en la base del mismo. El reverso ostenta el escudo de armas de Bolivia en la parte central de la medalla rodeado de la inscripción circular: «República de Bolivia» y diez estrellas. Y en la parte inferior el año de acuñación.
La “Moneda de Valores de la Constitución Política del Estado Plurinacional“, se acuño en 2009, para celebrar la promulgación de la Constitución de Bolivia de 2009. La moneda muestra en el anverso la imagen del ex Presidente Evo Morales.Todo rodeado todo por la leyenda:  “AMA SUWA ° AMA LLULLA ° AMA QHILLA”, y en la parte inferior la fecha “Evo Morales Ayma”. El reverso ostenta el escudo de armas de Bolivia en la parte central de la medalla rodeado de la inscripción circular: «Estado Plurinacional de Bolivia» y una estrella.
- Colección Oro: Compuesta por 2 monedas de oro las cuales son: “Moneda Indígena“; y “Monedas Minero“.[22]

La “Moneda Indígena“ se acuño en conmemoración de la Revolución boliviana de 1952, mas concretamente a la Reforma agraria que entro en vigor el año 1953, mediante Decreto Ley 3464 de 2 de agosto de 1953, permitiendo que los campesinos accedan a ser propietarios de las tierras que trabajaban. La moneda muestra en el anverso la imagen de un indígena del altiplano. Todo rodeado todo por la leyenda: “Independencia Económica” y en la parte inferior la fecha “31-X-1952”. El reverso ostenta el escudo de armas de Bolivia en la parte central de la medalla rodeado de la inscripción circular: «República de Bolivia» y una estrella. La moneda está hecha de Oro Ley 900, tiene un peso de 3,5 gramos y un diámetro de 17,5 mm.
La “Moneda Minero“ se acuño en conmemoración de la Revolución boliviana de 1952, mas concretamente a la nacionalización de las minas en el campo de María de Barzola en Catavi (Potosí), que entro en vigor el año 1952, mediante Decreto Supremo 2332 de 31 de octubre de 1952, la nacionalización revertía al estado todos los bienes  (yacimientos e instalaciones) de los tres grandes empresarios: Patiño, Hochsild y Aramayo. La moneda muestra en el anverso la imagen de un minero. Todo rodeado todo por la leyenda:   “Independencia Económica” y en la parte inferior la fecha “31-X-1952”. El reverso ostenta el escudo de armas de Bolivia en la parte central de la medalla rodeado de la inscripción circular: "República de Bolivia" y una estrella. La moneda está hecha de Oro Ley 900, tiene un peso de 7 gramos y un diámetro de 23,5 mm.
- Colección Bicentenario:  Compuesta por 6 monedas bimetálicas compuestas en su núcleo por Oro nórdico y el anillo externo de Plata ley 900, monedas que recuerdan batallas importantes en diferentes departamentos por la causa libertaria, la monedas son: “Moneda del Bicentenario del Primer Grito de Libertad en América La Plata, Chuquisaca”; “Moneda del Bicentenario de la Revolución por la independencia de La Paz”; “Moneda del Bicentenario de Cochabamba”; “Moneda del Bicentenario de la Revolución del 6 de octubre, Oruro”; “Moneda del Bicentenario de Potosí”; y “Moneda del Bicentenario de la batalla de Suipacha”.[23]

La “Moneda del Bicentenario del Primer Grito de Libertad en América La Plata, Chuquisaca”, se acuñó en 2009 en conmemoración Revolución de Chuquisaca en fecha 25 de mayo de 1809 en la ciudad de La Plata (hoy Sucre, capital de Bolivia). La moneda muestra en el anverso, en el núcleo dorado, una escena del cuadro “El Pueblo en Armas”, que se encuentra en la Casa de la Libertad, y debajo lleva la fecha “25 de Mayo”. Todo rodeado todo por un anillo externo de plata donde contiene la leyenda: “PRIMER GRITO DE LIBERTAD” y en la parte inferior lleva la leyenda: “1809 * BICENTENARIO * 2009”. El reverso ostenta en el núcleo dorado el escudo de armas de Bolivia en la parte central, y en el anillo externo en la parte superior la leyenda “LA UNIÓN ES LA FUERZA” y en la parte inferior “SUCRE - BOLIVIA”.
La “Moneda del Bicentenario de la Revolución por la independencia de La Paz”, se acuñó también en 2009 en conmemoración Revolución de La Paz en fecha 16 de julio de 1809 en la ciudad de La Paz. La moneda muestra en el anverso, en el núcleo dorado, una escena del cuadro “El Pueblo en Armas”, con la imagen de Pedro Domingo Murillo, y debajo lleva la inscripción “200 años libres”. Todo rodeado todo por un anillo externo de plata donde contiene la leyenda: “LIBERTAD • DIVERSIDAD • UNIDAD” y en la parte inferior lleva la leyenda: “1809 * BICENTENARIO * 2009”. El reverso ostenta en el núcleo dorado el escudo de armas de Bolivia en la parte central, y en el anillo externo en la parte superior la leyenda “REPÚBLICA DE BOLIVIA ” y en la parte inferior “LA PAZ”.
La “Moneda del Bicentenario de Cochabamba”, se acuñó en 2010 en conmemoración Revolución de Cochabamba en fecha 14 de septiembre de 1809 en la ciudad de Cochabamba. La moneda muestra en el anverso, en el núcleo dorado, la Cordillera del Tunari debajo de un sol radiante. Frente a estos dos elementos se encuentra la Columna de los Héroes del Cóndor de la Plaza 14 de Septiembre, En la parte central destaca el busto del Gral. Esteban Arze y en el lado derecho el escudo departamental de Cochabamba. Todo rodeado todo por un anillo externo de plata donde contiene la leyenda: “BICENTENARIO DE LA GESTA LIBERTARIA”, y en la parte inferior lleva la leyenda: “14 de septiembre de 1810“. El reverso ostenta en el núcleo dorado el escudo de armas de Bolivia en la parte central, y en el anillo externo en la parte superior la leyenda “ESTADO PLURINACIONAL DE BOLIVIA” y en la parte inferior “COCHABAMBA”.
La “Moneda del Bicentenario de la Revolución del 6 de octubre, Oruro”, se acuñó también en 2010 en conmemoración a la Revolución de Oruro de 6 de octubre de 1810, encabezada por Tomás Barrón. La moneda muestra en el anverso, en el núcleo dorado, en la parte central destaca el busto de Tomás Barrón y las inscripciones de “TOMÁS BARRÓN” y en la parte inferior “ORURO”. Todo rodeado todo por un anillo externo de plata donde contiene la leyenda: “BICENTENARIO REVOLUCIÓN 6 DE OCTUBRE”, y en la parte inferior lleva la leyenda: “1810-2010“. El reverso ostenta en el núcleo dorado el escudo de armas de Bolivia en la parte central, y en el anillo externo en la parte superior la leyenda “ESTADO PLURINACIONAL DE BOLIVIA” y en la parte inferior una estrella.
La “Moneda del Bicentenario de Potosí”, se acuñó también en 2010 en conmemoración a la Revolución de Potosí de 10 de noviembre de 1810. La moneda muestra en el anverso, en el núcleo dorado, se observa en el fondo la imagen del Cerro Rico de Potosí, y por delante de éste la imagen de la Casa de la Moneda de Bolivia. Todo rodeado todo por un anillo externo de plata donde contiene la leyenda:   “Vale un Potosí”, y en la parte inferior lleva la leyenda: “1810 * Bicentenario * 2010”. El reverso ostenta en el núcleo dorado el escudo de armas de Bolivia en la parte central, y en el anillo externo en la parte superior la leyenda “ESTADO PLURINACIONAL DE BOLIVIA” y en la parte inferior una estrella.
La “Moneda del Bicentenario de la batalla de Suipacha”, se acuñó también en 2010 en conmemoración a la Batalla de Suipacha de 7 de noviembre de 1810, que se produjo a 25 km de Tupiza, en la población de Suipacha, a orillas del río Suipacha. La moneda muestra en el anverso, en el núcleo dorado, se observa en el lado izquierdo la figura del monumento al Sagrado Corazón de Jesús. En el centro el escudo de la ciudad de Tupiza con la leyenda “La Patria a los Vencedores de Tupiza”. En la parte inferior se encuentra la leyenda “Patrimonio Cultural Histórico y Natural de la Nación” rodeada de la imagen de los chicheños del sol con la leyenda: “1810-2010”. Todo rodeado todo por un anillo externo de plata donde contiene la leyenda: “Unidos por el Honor y Nuestra Libertad”, y en la parte inferior lleva la leyenda: “Bolivia-Argentina”. El reverso ostenta en el núcleo dorado el escudo de armas de Bolivia en la parte central, y en el anillo externo en la parte superior la leyenda “ESTADO PLURINACIONAL DE BOLIVIA” y en la parte inferior una estrella.
El BCB en conmemoración al Bicentenario de Bolivia acuñó para 2025, dos monedas de colección y una tercera de curso legal, que están hechas una de oro, otra de plata y otra de acero inoxidable que está será de curso legal.
La “Moneda conmemorativa de oro “Bicentenario de Bolivia””, está hecha de Oro Ley 999,9, tiene un peso de 7 gramos y un diámetro de 23,5 mm, de calidad Proof. La moneda muestra en el anverso, el Escudo Nacional de Armas de Bolivia, en la parte superior la leyenda “ESTADO PLURINACIONAL DE BOLIVIA” y en la parte centro inferior el logo del Bicentenario de Bolivia. El reverso ostenta la imagen de la Casa de la Libertad, por encima la leyenda “200 AÑOS” y por debajo la leyenda “CASA DE LA LIBERTAD”. En el círculo externo, la leyenda “BICENTENARIO DE LA INDEPENDENCIA DE BOLIVIA 1825 – 2025 ”.
La “Moneda conmemorativa de plata “Bicentenario de Bolivia””, está hecha de Plata Ley 999, tiene un peso de 27 gramos y un diámetro de 40 mm, de calidad Proof. La moneda muestra en el anverso, el Escudo Nacional de Armas de Bolivia, en la parte superior la leyenda “ESTADO PLURINACIONAL DE BOLIVIA” y en la parte centro inferior el logo del Bicentenario de Bolivia. El reverso ostenta la imagen de la Casa de la Libertad, por encima la leyenda “200 AÑOS” y por debajo la leyenda “CASA DE LA LIBERTAD”. En el círculo externo, la leyenda “BICENTENARIO DE LA INDEPENDENCIA DE BOLIVIA 1825 – 2025 ”.

## Billetes
En 1987, los billetes y cheques de gerencia de los pesos bolivianos fueron sobreimpresos con denominaciones en centavos y bolivianos para producir emisiones provisionales de 1, 5, 10 y 50 centavos, y 1, 5 y 10 bolivianos. Emisiones regulares siguieron el mismo año en denominaciones de 2, 5, 10, 20, 50, 100 y 200 bolivianos.
La primera familia de billetes fue emitida entre 1987 y 2017 en diez series correlativas con identificador literal A; B; C; D; E; F; G; H; I; J. La segunda familia de billetes denominada como "Familia de billetes del Estado Plurinacional de Bolivia" se emitió en 2018 y solo cuenta con dos series hasta el momento con identificación literal A; B. Los años de impresión de las diferentes series fueron: «A» en 1987; «B» en 1990; «C» en 1993 y 1995; «D» en 1995; «E» en 1997; «F» en 2001; «G» en 2005 y 2006; «H» en 2007; «I» en 2009, 2012 y 2014; «J» en 2015 y 2017; serie «A» de la «Familia de billetes del Estado Plurinacional de Bolivia» en 2018 y 2024; serie «B» de la «Familia de billetes del Estado Plurinacional de Bolivia» en 2025
El billete de 2 bolivianos solo se imprimió en las series «A» y «B» y luego fue reemplazado por una moneda de acero inoxidable de 6,25gr  en el año 1991, el mismo fin sufrió el de 5 bolivianos que fue reemplazado por la moneda bimetálica de cinco bolivianos en 2001, y fue impreso únicamente hasta la serie «E»; aunque el Banco Central de Bolivia aún seguía mostrando al billete de 5 bolivianos como «en circulación».
Como elemento común a todos los cortes existe un pequeño escudo de armas de Bolivia en la parte inferior central de los anversos. Además que en las series "A" hasta la "E" en el sello de agua aparece la efigie del Libertador Simón Bolívar. A partir de la serie "D", se modificó el sello de agua con la efigie del Libertador Simón Bolívar, para los cortes de Bs100 y Bs200, pasándose a utilizar las imágenes de Gabriel René Moreno y Franz Tamayo respectivamente. A partir de la serie “F”, todos los billetes de “Boliviano” incorporan las barras de alto relieve, que tienen como objetivo facilitar la identificación por parte de la población con deficiencias visuales. El corte de Bs10 tiene dos barras en posición horizontal, el corte de Bs20 lleva tres barras en posición horizontal, el corte de Bs50 una barra en posición vertical, el corte de Bs100 dos barras en posición vertical y el corte de Bs200 tres barras en posición vertical.
A partir de la serie "G", se modificó el sello de agua con la efigie del Libertador Simón Bolívar, de los cortes restantes, de Bs50, Bs20 y Bs10, pasándose a utilizar las imágenes de Melchor Pérez de Holguín, Pantaleón Dalence y Cecilio Guzmán de Rojas respectivamente. A partir de la serie “H”, se introdujo una banda iridiscente de color dorado en el reverso de los cortes de Bs50, Bs100 y Bs200, la cual muestra las siglas del ente emisor "BCP" y el valor del corte al inclinar los billetes. A partir de 2013, los billetes de 2 y 5 bolivianos quedaron oficialmente fuera de circulación.
Continuando con la implementación de medidas de seguridad, a partir de la serie “I” se implementó un cuadro de puntos (marca de agua pixelada) en todos los cortes de “Boliviano”, al lado izquierdo de la marca de agua con la imagen del personaje de los billetes. Con el último cambio de serie a la “J”, se realizó la implementación de un hilo de seguridad con características mejoradas, como ser la característica de cambio de color al inclinar los billetes y además ser más ancho, lo cual lo hace más visible. El cambio de color es diferente para cada corte, de acuerdo al siguiente detalle: Bs20 de verde a magenta; Bs50 de magenta a verde; Bs100 de verde a azul y finalmente Bs200 de oro a verde; el corte de Bs10 no tiene hilo de seguridad. La serie “J”, fue la última en imprimirse de esta familia de billetes, porque desde 2018 fueron reemplazados por la serie "A" de la familia de billetes del "Estado Plurinacional de Bolivia".
A partir de la serie "A" de la "Familia de billetes del Estado Plurinacional de Bolivia" se cambió el diseño de todos los cortes en su totalidad, pero se conservaron las medidas de seguridad de series anteriores como las impresiones en alto relieve de textos e imágenes, el motivo coincidente, marca de agua de una efigie de personaje histórico, líneas y barras de alto relieve según el corte, hilo de seguridad que cambia de color, en todos los cortes incluso el de Bs10 que en series anteriores no lo tenía; se agregó además una impresión continúa que consiste en formar exactamente el número del billete, al unir los bordes izquierdo y derecho del reverso y una Imagen de fauna con cambio de color y movimiento en el reverso del billete. En la serie "B" de la "Familia de billetes del Estado Plurinacional de Bolivia" el hilo de seguridad al ser inclinado muestra un efecto de movimiento dinámico de alta velocidad en dos colores, además de mejora en la calidad del papel 100% algodón con tratamiento anti ensuciamiento para mayor durabilidad.
Todos los billetes que están actualmente en circulación fueron firmados por el presidente del Banco Central de Bolivia, entre los que figuran Javier Nogales Iturri (serie «A»), Jacques Trigo Loubiere (serie «B»), Raúl Boada Rodríguez (serie «C»), Fernando Candía Castillo (series «C» y «D»), Juan Antonio Morales Anaya (series «E», «F» y «G»), Raúl Garrón Claure (series «G» y «H»), Gabriel Loza Telleria (serie «I»), Marcelo Zabalaga Estrada (series «I» y «J»), Pablo Ramos Sánchez (serie «A» de la «Familia de billetes del Estado Plurinacional de Bolivia») en 2018 y Roger Edwin Rojas Ulo (serie «A» y «B» de la «Familia de billetes del Estado Plurinacional de Bolivia»). La serie «A» fue firmada por el Ministro de Finanzas Juan Cariaga Osorio y las diez series restantes por los Gerentes Ricardo Rojas (serie «B»), Javier Pantoja Romero (serie «C»), Grover Gutiérrez Espinoza (series «C» y «D»), Jaime Valencia (serie «E»), Marcela Nogales Garrón (serie «F» y «G»), Eduardo Pardo (serie «G», «H» e «I»), Carlos Rodríguez Oliveri (serie «I»), Wilma Pérez Peputsachis (serie «J»), Carlos Alberto Colodro López (series «J» y serie «A» de la «Familia de billetes del Estado Plurinacional de Bolivia» de 2018) y Rubén Ticona (serie «A» y «B» de la «Familia de billetes del Estado Plurinacional de Bolivia» de 2024).
Se imprimieron doce series en diferentes casas de moneda europeas en su mayoría. La serie «A», «B», «E», «F», «G» y «H» estuvo a cargo de la casa francesa François Charles Oberthur Fiduciare, cortes de 10 y 200 bolivianos de la serie «I» por su sucesora Oberthur Technologies, la serie «J» y la serie «A» de la «Familia de billetes del Estado Plurinacional de Bolivia» por la sucesora Oberthur Fiduciare; la serie «C» se encargó a la Fábrica Nacional de Moneda y Timbre de España; algunos cortes de 5 y 10 bolivianos de la serie «C», la serie «D» y algunos cortes de 20 bolivianos de la serie «I» estuvo a cargo por la británica Thomas de la Rué; la serie «I» estuvo a cargo de la canadiense Canadian Bank Note Company; y la serie «B» de la «Familia de billetes del Estado Plurinacional de Bolivia» por la Crane Currency Malta Limited de la República de Malta.
Los años de impresión de los billetes fueron:
| Denominación   | Serie y año de impresión | Serie y año de impresión | Serie y año de impresión | Serie y año de impresión | Serie y año de impresión | Serie y año de impresión | Serie y año de impresión | Serie y año de impresión | Serie y año de impresión | Serie y año de impresión | Serie y año de impresión | Serie y año de impresión | Serie y año de impresión | Serie y año de impresión | Serie y año de impresión | Serie y año de impresión                | Serie y año de impresión                | Serie y año de impresión                |
| Denominación   | "A" 1987                 | "B" 1990                 | "C" 1993                 | "C" 1995                 | "D" 1995                 | "E" 1997                 | "F" 2001                 | "G" 2005                 | "G" 2006                 | "H" 2007                 | "I" 2009                 | "I" 2012                 | "I" 2014                 | "J" 2015                 | "J" 2017                 | "A" "Familia Estado Plurinacional" 2018 | "A" "Familia Estado Plurinacional" 2024 | "B" "Familia Estado Plurinacional" 2025 |
| -------------- | ------------------------ | ------------------------ | ------------------------ | ------------------------ | ------------------------ | ------------------------ | ------------------------ | ------------------------ | ------------------------ | ------------------------ | ------------------------ | ------------------------ | ------------------------ | ------------------------ | ------------------------ | --------------------------------------- | --------------------------------------- | --------------------------------------- |
| 2 bolivianos   |                          |                          |                          |                          |                          |                          |                          |                          |                          |                          |                          |                          |                          |                          |                          |                                         |                                         |                                         |
| 5 bolivianos   |                          |                          |                          |                          |                          |                          |                          |                          |                          |                          |                          |                          |                          |                          |                          |                                         |                                         |                                         |
| 10 bolivianos  |                          |                          |                          |                          |                          |                          |                          |                          |                          |                          |                          |                          |                          |                          |                          |                                         |                                         |                                         |
| 20 bolivianos  |                          |                          |                          |                          |                          |                          |                          |                          |                          |                          |                          |                          |                          |                          |                          |                                         |                                         |                                         |
| 50 bolivianos  |                          |                          |                          |                          |                          |                          |                          |                          |                          |                          |                          |                          |                          |                          |                          |                                         |                                         |                                         |
| 100 bolivianos |                          |                          |                          |                          |                          |                          |                          |                          |                          |                          |                          |                          |                          |                          |                          |                                         |                                         |                                         |
| 200 bolivianos |                          |                          |                          |                          |                          |                          |                          |                          |                          |                          |                          |                          |                          |                          |                          |                                         |                                         |                                         |

### Primera serie
| Denominación | Color principal | Anverso           | Reverso                                                               |
| ------------ | --------------- | ----------------- | --------------------------------------------------------------------- |
| 2 bolivianos | Negro           | Antonio Vaca Diez | Una imagen de la ciudad de Cobija, capital del departamento de Pando. |
| 5 bolivianos | Verde           | Adela Zamudio     | Una imagen de la Virgen del Socavón de la ciudad de Oruro.            |

| Denominación   | Color principal | Anverso                  | Reverso |
| -------------- | --------------- | ------------------------ | --- |
| 10 bolivianos  | Azul            | Cecilio Guzmán de Rojas  | Una imagen de las Heroínas de la Coronilla junto a la ciudad de Cochabamba.                                                   |
| 20 bolivianos  | Naranja         | Pantaleón Dalence        | Una imagen de la Casa Dorada de la Ciudad de Tarija.                                                                          |
| 50 bolivianos  | Violeta         | Melchor Pérez de Holguín | Una imagen de la Torre de la Iglesia de la Compañía de Jesús en la ciudad de Potosí.                                          |
| 100 bolivianos | Rojo            | Gabriel René Moreno      | Una imagen de la Universidad Mayor Real y Pontificia de San Francisco Xavier de Chuquisaca en la capital, la ciudad de Sucre. |
| 200 bolivianos | Marrón          | Franz Tamayo             | Una imagen de las ruinas preincaicas del imperio Tihuanacota a orillas del Lago titicaca en el departamento de La Paz.        |

### Segunda serie "Estado Plurinacional de Bolivia"
El Banco Central de Bolivia anunció una nueva familia de billetes que comenzaron a circular a partir de abril de 2018. Actualmente conviven con los billetes anteriores. Los nuevos billetes presentan en el anverso personajes e imágenes con representativo nacional y en el reverso el lugares de interés. Si bien no se conoce un decreto exacto para el diseño de estos billetes, se considera que aportan notablemente a la representación boliviana.
| Denominación   | Color principal | Anverso | Reverso                                                                    | Entrada en circulación |
| -------------- | --------------- | --- | -------------------------------------------------------------------------- | ---------------------- |
| 10 bolivianos  | Azul            | José 'el Tambor' Vargas, Apiaguaiki Tüpa, Eustaquio El 'Moto' Méndez y Cavernas de Umajalanta en el Parque nacional Toro Toro | Isla del Pescado en el Salar de Uyuni, Puya Raimondi y Picaflor gigante    | 10 de abril de 2018    |
| 20 bolivianos  | Naranja         | Genoveva Ríos, Tomás Katari, Pedro Ignacio Muiba y el Fuerte de Samaipata                                                     | Laguna Bay, el Caimán negro y el Árbol de Toborochi                        | 3 de julio de 2018     |
| 50 bolivianos  | Violeta         | José Manuel Baca “Cañoto”, Bruno Racua, Pablo Zárate Willca y la Fortaleza de Incallajta                                      | Nevado Sajama, flamenco andino y la quinua real.                           | 15 de octubre de 2018  |
| 100 bolivianos | Rojo            | Juana Azurduy de Padilla, Alejo Calatayud, Antonio José de Sucre y la Casa de la Moneda de Potosí                             | Catarata Arco Iris situada en Santa Cruz, la paraba azul y la flor patujú. | 15 de enero de 2019    |
| 200 bolivianos | Café            | Túpac Katari, Bartolina Sisa, el Libertador Simón Bolívar y la Casa de la Libertad de Sucre                                   | Tiwanaku, situado en La Paz, el gato andino y la flor kantuta.             | 23 de abril de 2019    |

### Efigie en sello de agua de personaje histórico e imagen de fauna en billetes
Desde su primera serie, todos los billetes en todas las denominaciones, cuentan como una medida de seguridad con un sello de agua, una efigie de un personaje histórico, personajes que cambiaron en las diferentes series. Además desde la «A» «Familia Estado Plurinacional» los billetes presentan como otra medida de seguridad una Imagen de fauna con cambio de color y movimiento en el reverso del billete.
| Denominación   | Serie                                   | Marca de agua                                                                     | Imagen de fauna con cambio de color                   |
| -------------- | --------------------------------------- | --------------------------------------------------------------------------------- | ----------------------------------------------------- |
| 2 bolivianos   | "A", "B"                                | Libertador Simón Bolívar                                                          |                                                       |
| 5 bolivianos   | "A", "B", "C", "D", "E"                 | Libertador Simón Bolívar                                                          |                                                       |
| 10 bolivianos  | "A", "B", "C", "D", "E", "F"            | Libertador Simón Bolívar                                                          |                                                       |
| 10 bolivianos  | "G", "H", "I", "J"                      | Cecilio Guzmán de Rojas                                                           |                                                       |
| 10 bolivianos  | "A", "B" "Familia Estado Plurinacional" | José Santos Vargas, un tambor al lado del personaje formado por puntos.           | Picaflor gigante, con cambio de color de oro a verde. |
| 20 bolivianos  | "A", "B", "C", "D", "E", "F"            | Libertador Simón Bolívar                                                          |                                                       |
| 20 bolivianos  | "G", "H", "I", "J"                      | Pantaleón Dalence                                                                 |                                                       |
| 20 bolivianos  | "A", "B" "Familia Estado Plurinacional" | Genoveva Ríos, una bandera boliviana al lado del personaje formada por puntos.    | Caimán negro, con cambio de color de oro a verde.     |
| 50 bolivianos  | "A", "C", "D", "E", "F"                 | Libertador Simón Bolívar                                                          |                                                       |
| 50 bolivianos  | "G", "H", "I", "J"                      | Melchor Pérez de Holguín                                                          |                                                       |
| 50 bolivianos  | "A", "B" "Familia Estado Plurinacional" | José Manuel Baca “Cañoto”, una guitarra al lado del personaje formada por puntos. | Flamenco andino, con cambio de color de oro a verde.  |
| 100 bolivianos | "A", "C"                                | Libertador Simón Bolívar                                                          |                                                       |
| 100 bolivianos | "D", "E", "F", "G", "H", "I", "J"       | Gabriel René Moreno                                                               |                                                       |
| 100 bolivianos | "A", "B" "Familia Estado Plurinacional" | Juana Azurduy de Padilla, un caballo al lado del personaje formado por puntos.    | Paraba azul, con cambio de color del verde al azul.   |
| 200 bolivianos | "A", "C"                                | Libertador Simón Bolívar                                                          |                                                       |
| 200 bolivianos | "D", "E", "F", "G", "H", "I", "J"       | Franz Tamayo                                                                      |                                                       |
| 200 bolivianos | "A", "B" "Familia Estado Plurinacional" | Túpac Katari, un pututu al lado del personaje formado por puntos.                 | Gato andino, con cambio de color del azul al verde.   |

### Billete conmemorativo del Bicentenario de Bolivia
El BCB en conmemoración al Bicentenario de Bolivia imprimió para 2025, un billete especial conmemorativo de polimero. Se muestra en el anverso a los personajes más relevantes que contribuyeron a la independencia de Bolivia. Se incluyen los símbolos patrios, la banda de seguridad con la imagen de la paraba azul con efecto de movimiento 3D. En el reverso, se muestra la fachada de la Casa de la Libertad, el casco del minero, el mascarón de la Casa Nacional de Moneda y la Cruz Andina. También se observa una ventana transparente con imágenes del Nevado Illimani, el Salar de Uyuni y el bufeo (delfín de río boliviano).

## Tipo de cambio fijo
En un sistema de régimen de tipo de cambio fijo, el Banco Central de Bolivia se compromete a comprar y vender moneda extranjera al precio que fijo previamente de Bs 6,86 para la compra y Bs 6,96 para la venta por 1 $US respectivamente desde noviembre de 2011 hasta la actualidad que son más de once años continuos.  Las consecuencias de dicho sistema son cruciales, aunque en la práctica no son comprendidas en su real dimensión de sus efectos en el corto y largo plazo en la economía del país.[cita requerida] Desde 2023 en Bolivia se produjo una escasez de dólares americanos, por lo que el dólar «paralelo» comenzó a asentarse en calles y algunas casas de cambio, llegando a un cambio de Bs 8,90 para la venta por 1 $US, aunque el Banco Central de Bolivia habilitó la opción de realizar la venta de dólares en sus oficinas al precio oficial.
Pero a finales de julio del 2024 se han levantado protestas en todo el país por el tema de la cotización del dolar paralelo que llegó hasta los Bs 12,5.

## Fabricación
Aunque Bolivia fue una de las principales casas de la moneda de la época colonial (Casa de la Moneda, Potosí) la acuñación e impresión de monedas se detuvieron debido a la falta de interés político y a la idea de que monedas y billetes bancarios realizados en el extranjero podían ser adquiridos a un menor precio que hacerlo en el país.
El boliviano se fabrica en el extranjero, en países como Reino Unido, Francia, Canadá, Malta y Chile.

## Nomenclatura
La escritura de expresiones que indiquen una cantidad de bolivianos se la hace por medio del símbolo Bs seguido de la expresión numérica. Entre el símbolo Bs y el número no se debe dejar espacio ni ningún símbolo. Ejemplo: Bs733 para expresar 733 bolivianos.
No debe confundirse el símbolo Bs con el del bolívar venezolano (Bs.) aun cuando son muy similares entre sí.